# 章格 (清朝宗室)
宗室章格（？—1736年），愛新覺羅氏，滿洲正藍旗人，清朝軍事將領。
宗室章格曾任直隸巡查御史、稽察黑龍江等處御史。雍正十一年（1733年），署理鑲藍旗滿州副都統。次年任正黃旗滿洲副都統，不久升為都統。後改任正白旗滿洲都統。乾隆元年（1736年），署理直隸古北口提督。